# Refroidissement par évaporation
Pour les articles homonymes, voir Évaporation (homonymie).
 (mai 2017).
Si vous disposez d'ouvrages ou d'articles de référence ou si vous connaissez des sites web de qualité traitant du thème abordé ici, merci de compléter l'article en donnant les références utiles à sa vérifiabilité et en les liant à la section « Notes et références ».

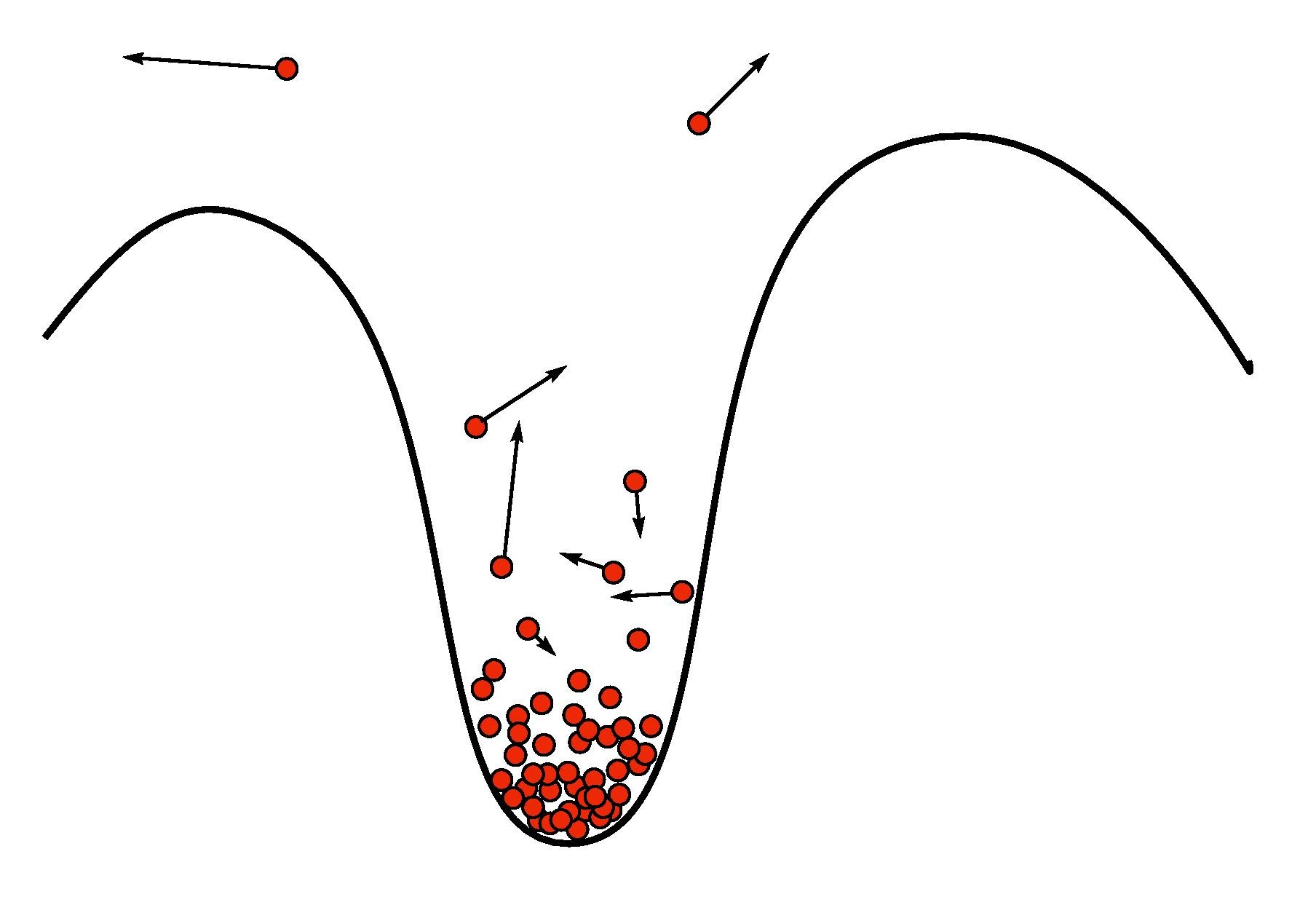
Gaz d'atomes dans un piège de hauteur finie. Les atomes les plus énergétiques s'échappent du piège ; après rethermalisation des atomes restants, la température du gaz diminue.

En physique atomique, le refroidissement par évaporation est une technique de refroidissement d'un gaz d'atomes initialement piégés à une température de l'ordre du mK, jusqu'à une température de l'ordre du µK, voire jusqu'à deux ordres de grandeur plus bas. Il ne peut donc être conduit qu'après une phase de refroidissement et de piégeage préalable, le refroidissement par laser. Ce type de refroidissement permet au gaz d'atteindre le régime quantique, et en particulier il est indispensable pour obtenir un condensat de Bose-Einstein ou un gaz de fermions dégénéré.
Ce type de refroidissement repose sur l'élimination des atomes les plus énergétiques d'un gaz piégé dans un piège conservatif, en parallèle à une rethermalisation des atomes restant à une température plus basse. La baisse en température peut s'effectuer sur plusieurs ordres de grandeur en abaissant le seuil en énergie de perte des atomes, au prix toutefois d'une importante perte d'atomes.
Cette technique repose sur le même principe que le refroidissement par évaporation appliqué à des mélanges contenant de l'eau et observables dans la vie courante, tels que le fait de souffler sur un liquide trop chaud pour accélérer son refroidissement.

## Réalisation expérimentale

### Piégeage du gaz atomique
Un gaz d'atomes froids (à une température inférieure à 1mK) ne peut être enfermé dans une enceinte aux bords matériels qui l'absorberaient. Deux types de pièges sont utilisés pour refroidir les atomes par évaporation : le piège magnétique et le piège optique.

#### Piège magnétique
Le piège magnétique est une configuration de champ magnétique qui présente un minimum local où sont attirés les atomes dans l'état de spin adéquat. Si le moment magnétique d'un atome est {\displaystyle \mu }, son énergie potentielle dans un champ magnétique {\displaystyle B(r)} est simplement
{\displaystyle E_{p}(\mathbf {r} )=-\mu B(\mathbf {r} )}
Les atomes dont le moment magnétique est négatif ressentent un minimum d'énergie au minimum du champ magnétique.
L'élimination des atomes énergétiques se fait par envoi d'une onde radiofréquence (RF) qui transfère les atomes dans un état interne de moment magnétique positif, donc non piégé. La fréquence de transition entre ces niveaux est décalée selon la position par l'énergie potentielle de piégeage magnétique, ce qui permet d'éliminer les atomes de grande énergie potentielle. L'évaporation est réalisée en diminuant progressivement la fréquence de l'onde RF.

#### Piège dipolaire
Le piège dipolaire utilise les forces conservatrices exercées par la lumière non résonnante sur un atome. Si la fréquence du laser est inférieure aux fréquences de transition d'un atome, ce dernier est attiré dans les régions d'intensité laser maximale. On piège ainsi un gaz d'atomes au foyer d'un faisceau laser intense. Les atomes dont l'énergie est plus grande que la hauteur du puits d'énergie potentielle s'échappent du piège. L'évaporation est donc conduite en abaissant progressivement la puissance du laser.

### Déroulement de l'évaporation
La cinétique de l'évaporation est déterminée par le taux de collisions élastiques et par la hauteur du seuil d'élimination des atomes par rapport à la température du gaz.
Pour accroître le taux de collisions on utilise préférentiellement un piège fortement confinant. La grande raideur des pièges dipolaires explique la rapidité de l'évaporation dans ce type de pièges, typiquement inférieure à 10 s.
Choisir un seuil d'élimination en énergie élevé permet de ne laisser s'échapper que les atomes très énergétiques ; cependant la durée de l'évaporation croît très vite avec l'augmentation de ce seuil. On choisit un compromis : typiquement le seuil en énergie est de l'ordre de 5 fois l'énergie thermique des atomes. Pour rester dans de telles conditions durant toute l'évaporation on abaisse le seuil d'élimination des atomes au cours de la baisse en température ; on parle alors d'évaporation forcée.

## Efficacité du refroidissement par évaporation
Lors du déroulement du refroidissement par évaporation, même si la majorité des atomes sont perdus, la baisse en température peut être telle que son intérêt pour que le gaz atteigne le régime de dégénérescence quantique est certain. La grandeur physique caractérisant l'avancement vers la dégénérescence est la densité dans l'espace des phases {\displaystyle \rho } définie par
{\displaystyle \rho =n\lambda _{dB}^{3}}
{\displaystyle n} étant la densité volumique du gaz au centre du piège et {\displaystyle \lambda _{dB}} est la longueur d'onde de de Broglie, qui est la longueur typique de cohérence du gaz. Le gaz entre dans le régime dégénéré dès que {\displaystyle \rho } est égal à 1. Pour un gaz de {\displaystyle N} atomes piégés dans un piège harmonique, à la température {\displaystyle T}, {\displaystyle \rho } croît comme le produit {\displaystyle N/T^{3}}. Si le gain en température par atome perdu est assez grand, on se rappoche bien du régime quantique.
En pratique, le refroidissement par évaporation est réussi si le taux de collisions élastiques est suffisamment grand devant le taux de collisions inélastiques, qui ne contribuent pas au refroidissement. Dans le cas contraire, la perte d'atomes n'est pas compensée par une baisse en température suffisante pour atteindre le régime de dégénérescence.